# Liste des monuments historiques du 5e arrondissement de Paris

Cet article recense les monuments historiques du 5e arrondissement de Paris, en France.

## Liste
| Monument                                                           | Adresse | Coordonnées                      | Notice         | Protection | Date      | Illustration                                                       |
| ------------------------------------------------------------------ | --- | -------------------------------- | -------------- | ---------- | --------- | ------------------------------------------------------------------ |
| Abbaye du Val-de-Grâce                                             | place Alphonse-Laveran | 48° 50′ 26″ nord, 2° 20′ 31″ est | « PA00088392 » | Classé     | 1964 1990 | Abbaye du Val-de-Grâce                                             |
| Pavillon sud bordant la cour d'honneur de l'église du Val-de-Grâce | 279 rue Saint-Jacques | 48° 50′ 26″ nord, 2° 20′ 27″ est | « PA00088471 » | Classé     | 1996      | Pavillon sud bordant la cour d'honneur de l'église du Val-de-Grâce |
| Arènes de Lutèce                                                   | 49 rue Monge et rue des Arènes | 48° 50′ 42″ nord, 2° 21′ 11″ est | « PA00088393 » | Classé     | 1884      | Arènes de Lutèce                                                   |
| Bibliothèque Sainte-Geneviève                                      | 10 place du Panthéon | 48° 50′ 49″ nord, 2° 20′ 45″ est | « PA00088394 » | Classé     | 1992      | Bibliothèque Sainte-Geneviève                                      |
| Boucherie                                                          | 6 rue Mouffetard | 48° 50′ 41″ nord, 2° 20′ 57″ est | « PA00088396 » | Inscrit    | 1984      | Boucherie                                                          |
| Boucherie Terrenoire                                               | 18 rue des Fossés-Saint-Jacques | 48° 50′ 44″ nord, 2° 20′ 40″ est | « PA00088395 » | Inscrit    | 1984      | Boucherie Terrenoire                                               |
| Boulangerie                                                        | 14 rue Monge | 48° 50′ 56″ nord, 2° 20′ 59″ est | « PA00088398 » | Inscrit    | 1984      | Boulangerie                                                        |
| Boulangerie-pâtisserie                                             | 16 rue des Fossés-Saint-Jacques | 48° 50′ 44″ nord, 2° 20′ 39″ est | « PA00088397 » | Inscrit    | 1984      | Boulangerie-pâtisserie                                             |
| Boutique                                                           | 6 rue Frédéric-Sauton | 48° 51′ 04″ nord, 2° 20′ 57″ est | « PA00088399 » | Inscrit    | 1984      | Boutique                                                           |
| Cabaret du Père Lunette                                            | 4 rue des Anglais | 48° 51′ 03″ nord, 2° 20′ 52″ est | « PA75050008 » | Inscrit    | 2007      | Cabaret du Père Lunette                                            |
| Carrières souterraines                                             | | 48° 50′ 02″ nord, 2° 19′ 57″ est | « PA75050003 » | Inscrit    | 2004      | Image manquante Téléverser                                         |
| Caserne des Gardes Françaises                                      | 7-11 rue Tournefort | 48° 50′ 38″ nord, 2° 20′ 54″ est | « PA00088400 » | Inscrit    | 1973      | Caserne des Gardes Françaises                                      |
| Charcuterie du Panthéon                                            | 200 rue Saint-Jacques | 48° 50′ 45″ nord, 2° 20′ 34″ est | « PA00088401 » | Inscrit    | 1984      | Charcuterie du Panthéon                                            |
| Cinéma Le Champo - Espace Jacques-Tati                             | 1 rue Champollion 51 rue des Écoles | 48° 51′ 00″ nord, 2° 20′ 35″ est | « PA75050004 » | Inscrit    | 2000      | Cinéma Le Champo - Espace Jacques-Tati                             |
| Collège de Beauvais                                                | 9bis rue Jean-de-Beauvais | 48° 50′ 58″ nord, 2° 20′ 49″ est | « PA00088402 » | Classé     | 1881      | Collège de Beauvais                                                |
| Collège des Bernardins                                             | 24 rue de Poissy | 48° 50′ 56″ nord, 2° 21′ 08″ est | « PA00088408 » | Classé     | 1887      | Collège des Bernardins                                             |
| Collège de France                                                  | 11 place Marcelin-Berthelot rue Saint-Jacques | 48° 50′ 56″ nord, 2° 20′ 44″ est | « PA00088405 » | Inscrit    | 1926 1993 | Collège de France                                                  |
| Collège des Écossais                                               | 65 rue du Cardinal-Lemoine | 48° 50′ 45″ nord, 2° 21′ 02″ est | « PA00088403 » | Inscrit    | 1945      | Collège des Écossais                                               |
| Collège Fortet                                                     | 19-21 rue Valette | 48° 50′ 50″ nord, 2° 20′ 48″ est | « PA00088404 » | Inscrit    | 1925      | Collège Fortet                                                     |
| Collège Sainte-Barbe                                               | 4 rue Valette 13 impasse Chartière | 48° 50′ 52″ nord, 2° 20′ 47″ est | « PA75050002 » | Inscrit    | 1999      | Collège Sainte-Barbe                                               |
| Collège des Trente-Trois                                           | 7 impasse des Bœufs 11 passage du Clos-Bruneau 34 rue de la Montagne-Sainte-Geneviève                                                                             | 48° 50′ 53″ nord, 2° 20′ 52″ est | « PA00088407 » | Inscrit    | 1980      | Collège des Trente-Trois                                           |
| Couvent des Bénédictins anglais - Schola Cantorum                  | 269-269bis rue Saint-Jacques | 48° 50′ 30″ nord, 2° 20′ 29″ est | « PA00088480 » | Inscrit    | 1961      | Couvent des Bénédictins anglais - Schola Cantorum                  |
| Couvent des Dames Bénédictines du Saint-Sacrement                  | 29 rue Lhomond 24 rue du Pot-de-Fer 16-20 rue Tournefort | 48° 50′ 35″ nord, 2° 20′ 49″ est | « PA00088409 » | Inscrit    | 1975      | Couvent des Dames Bénédictines du Saint-Sacrement                  |
| Couvent des Feuillantines                                          | 10 rue des Feuillantines | 48° 50′ 31″ nord, 2° 20′ 32″ est | « PA00088410 » | Inscrit    | 1989      | Couvent des Feuillantines                                          |
| Crèmerie                                                           | 202 rue Saint-Jacques | 48° 50′ 44″ nord, 2° 20′ 33″ est | « PA00088411 » | Inscrit    | 1984      | Crèmerie                                                           |
| École normale supérieure                                           | 45 rue d'Ulm | 48° 50′ 31″ nord, 2° 20′ 40″ est | « PA00132985 » | Inscrit    | 1994      | École normale supérieure                                           |
| École polytechnique                                                | 1-21 rue Descartes 2-8 rue Clovis 48-58 rue du Cardinal-Lemoine 12-14 rue d'Arras 22 rue Monge 33-52 rue des Bernardins 17-25 rue de la Montagne-Sainte-Geneviève | 48° 50′ 48″ nord, 2° 20′ 59″ est | « PA00088412 » | Classé     | 1984      | École polytechnique                                                |
| Édicule Guimard de la station de métro Saint-Michel                | boulevard Saint-Michel rue de la Huchette | 48° 51′ 12″ nord, 2° 20′ 39″ est | « PA00088479 » | Inscrit    | 2016      | Édicule Guimard de la station de métro Saint-Michel                |
| Église Saint-Blaise                                                | 46-48 rue Galande | 48° 51′ 07″ nord, 2° 20′ 50″ est | « PA00088413 » | Inscrit    | 1984      | Église Saint-Blaise                                                |
| Église Saint-Éphrem-le-Syriaque                                    | 15 rue des Carmes | 48° 50′ 54″ nord, 2° 20′ 51″ est | « PA00088406 » | Classé     | 1927      | Église Saint-Éphrem-le-Syriaque                                    |
| Église Saint-Étienne-du-Mont                                       | 30 rue Descartes | 48° 50′ 47″ nord, 2° 20′ 56″ est | « PA00088414 » | Classé     | 1862      | Église Saint-Étienne-du-Mont                                       |
| Église Saint-Jacques-du-Haut-Pas                                   | rue Saint-Jacques rue de l'Abbé-de-l'Épée | 48° 50′ 37″ nord, 2° 20′ 28″ est | « PA00088415 » | Classé     | 2017      | Église Saint-Jacques-du-Haut-Pas                                   |
| Église Saint-Julien-le-Pauvre                                      | square René-Viviani - Montebello | 48° 51′ 07″ nord, 2° 20′ 50″ est | « PA00088416 » | Classé     | 1846      | Église Saint-Julien-le-Pauvre                                      |
| Église Saint-Médard                                                | 144 rue Mouffetard | 48° 50′ 24″ nord, 2° 21′ 02″ est | « PA00088417 » | Classé     | 1906      | Église Saint-Médard                                                |
| Église Saint-Nicolas-du-Chardonnet                                 | 23 rue des Bernardins | 48° 50′ 57″ nord, 2° 21′ 01″ est | « PA00088418 » | Classé     | 1887      | Église Saint-Nicolas-du-Chardonnet                                 |
| Église Saint-Séverin                                               | Rue des Prêtres-Saint-Séverin | 48° 51′ 08″ nord, 2° 20′ 45″ est | « PA00088419 » | Classé     | 1862      | Église Saint-Séverin                                               |
| Enceinte de Philippe Auguste                                       | 9-11 rue d'Arras 38-42 rue du Cardinal-Lemoine | 48° 50′ 50″ nord, 2° 21′ 06″ est | « PA00088421 » | Classé     | 1889      | Image manquante Téléverser                                         |
| Enceinte de Philippe Auguste                                       | 23-27 rue d'Arras 48-50 rue du Cardinal-Lemoine | 48° 50′ 48″ nord, 2° 21′ 04″ est | « PA00088422 » | Classé     | 1889      | Enceinte de Philippe Auguste                                       |
| Enceinte de Philippe Auguste                                       | 17-19 rue du Cardinal-Lemoine 28 rue des Fossés-Saint-Bernard | 48° 50′ 55″ nord, 2° 21′ 14″ est | « PA00088423 » | Classé     | 1889      | Image manquante Téléverser                                         |
| Enceinte de Philippe Auguste                                       | 45-47 rue Descartes 4 rue Thouin 60-68 rue du Cardinal-Lemoine rue Clovis                                                                                         | 48° 50′ 44″ nord, 2° 20′ 59″ est | « PA00088424 » | Classé     | 1889      | Enceinte de Philippe Auguste                                       |
| Faculté de droit de Paris                                          | 12 place du Panthéon | 48° 50′ 49″ nord, 2° 20′ 41″ est | « PA00088425 » | Inscrit    | 1926      | Faculté de droit de Paris                                          |
| Maison des Étudiants                                               | 13-15 rue de la Bûcherie | 48° 51′ 06″ nord, 2° 20′ 54″ est | « PA00088426 » | Classé     | 1907      | Maison des Étudiants                                               |
| Fontaine Cuvier                                                    | rue Cuvier 2 rue Linné | 48° 50′ 38″ nord, 2° 21′ 18″ est | « PA00088427 » | Inscrit    | 1984      | Fontaine Cuvier                                                    |
| Fontaine du Pot-de-Fer                                             | 60 rue Mouffetard à l'angle de la rue du Pot-de-Fer | 48° 50′ 35″ nord, 2° 20′ 58″ est | « PA00088429 » | Inscrit    | 1925      | Fontaine du Pot-de-Fer                                             |
| Grande Mosquée de Paris et Institut musulman                       | 39-47 rue Geoffroy-Saint-Hilaire 2 rue Daubenton 2bis rue de Quatrefages 2-10 rue Georges-Desplas                                                                 | 48° 50′ 32″ nord, 2° 21′ 18″ est | « PA00088481 » | Inscrit    | 1983      | Grande Mosquée de Paris et Institut musulman                       |
| Hôtel                                                              | 79 boulevard Saint-Michel 8 impasse Royer-Collard | 48° 50′ 45″ nord, 2° 20′ 26″ est | « PA00088438 » | Inscrit    | 1975      | Hôtel                                                              |
| Hôtel                                                              | au fond du jardin, 6 rue du Val-de-Grâce | 48° 50′ 28″ nord, 2° 20′ 26″ est | « PA00088439 » | Inscrit    | 1972      | Hôtel                                                              |
| Hôtel de Clermont-Tonnerre (ancien)                                | 27 quai de la Tournelle | 48° 51′ 01″ nord, 2° 21′ 14″ est | « PA00088488 » | Inscrit    | 1992      | Hôtel de Clermont-Tonnerre (ancien)                                |
| Hôtel de Cluny et Palais des Thermes                               | 24 rue Du Sommerard | 48° 51′ 01″ nord, 2° 20′ 37″ est | « PA00088431 » | Classé     | 1846 1862 | Hôtel de Cluny et Palais des Thermes                               |
| Hôtel Le Brun                                                      | 49 rue du Cardinal-Lemoine | 48° 50′ 49″ nord, 2° 21′ 09″ est | « PA00088432 » | Inscrit    | 1955      | Hôtel Le Brun                                                      |
| Hôtel Lepas-Dubuisson                                              | 151bis rue Saint-Jacques | 48° 50′ 48″ nord, 2° 20′ 36″ est | « PA00088466 » | Inscrit    | 1981      | Hôtel Lepas-Dubuisson                                              |
| Hôtel Lesseville                                                   | 65 rue Galande | 48° 51′ 07″ nord, 2° 20′ 48″ est | « PA00088430 » | Inscrit    | 1983      | Hôtel Lesseville                                                   |
| Hôtel de Longueville                                               | 289 rue Saint-Jacques | 48° 50′ 24″ nord, 2° 20′ 26″ est | « PA00088433 » | Inscrit    | 1975      | Hôtel de Longueville                                               |
| Hôtel de Miramion                                                  | 47-53 quai de la Tournelle | 48° 51′ 02″ nord, 2° 21′ 07″ est | « PA00088434 » | Inscrit    | 1926      | Hôtel de Miramion                                                  |
| Hôtel de Nesmond                                                   | 55-57 quai de la Tournelle | 48° 51′ 03″ nord, 2° 21′ 05″ est | « PA00088435 » | Inscrit    | 1962      | Hôtel de Nesmond                                                   |
| Hôtel Pourfour du Petit                                            | 7 rue Lacépède | 48° 50′ 37″ nord, 2° 21′ 13″ est | « PA00088453 » | Inscrit    | 1925      | Hôtel Pourfour du Petit                                            |
| Hôtel Saint-Haure                                                  | 27 rue Lhomond | 48° 50′ 35″ nord, 2° 20′ 49″ est | « PA00088436 » | Classé     | 1962      | Hôtel Saint-Haure                                                  |
| Hôtel Scipion                                                      | 13 rue Scipion | 48° 50′ 19″ nord, 2° 21′ 12″ est | « PA00088437 » | Classé     | 1899 1969 | Hôtel Scipion                                                      |
| Immeuble                                                           | 8 rue Boutebrie | 48° 51′ 06″ nord, 2° 20′ 40″ est | « PA00088440 » | Inscrit    | 1925      | Image manquante Téléverser                                         |
| Hôtel Colbert                                                      | 7 rue de l'Hôtel-Colbert | 48° 51′ 06″ nord, 2° 20′ 55″ est | « PA00088441 » | Inscrit    | 1957      | Hôtel Colbert                                                      |
| Immeuble                                                           | 13 rue Champollion | 48° 50′ 58″ nord, 2° 20′ 34″ est | « PA00088442 » | Inscrit    | 1962 2000 | Immeuble                                                           |
| Immeuble                                                           | 15 rue Champollion | 48° 50′ 57″ nord, 2° 20′ 34″ est | « PA00088443 » | Inscrit    | 1928 2000 | Immeuble                                                           |
| Immeuble                                                           | 17 rue Champollion | 48° 50′ 56″ nord, 2° 20′ 34″ est | « PA00088444 » | Inscrit    | 1962 2000 | Immeuble                                                           |
| Immeuble                                                           | 9 rue de l'Estrapade | 48° 50′ 40″ nord, 2° 20′ 49″ est | « PA00088445 » | Inscrit    | 1977      | Immeuble                                                           |
| Immeuble                                                           | 6 rue du Fouarre | 48° 51′ 06″ nord, 2° 20′ 51″ est | « PA00088446 » | Inscrit    | 1984      | Immeuble                                                           |
| Immeuble                                                           | 42 rue Galande | 48° 51′ 06″ nord, 2° 20′ 50″ est | « PA00088448 » | Inscrit    | 1925      | Immeuble                                                           |
| Immeuble                                                           | 1-3 rue des Grands-Degrés 2 rue Maître-Albert | 48° 51′ 04″ nord, 2° 21′ 00″ est | « PA00088449 » | Inscrit    | 1984      | Immeuble                                                           |
| Immeuble                                                           | 35 rue de la Harpe 24 rue de la Parcheminerie | 48° 51′ 07″ nord, 2° 20′ 40″ est | « PA00088450 » | Inscrit    | 1979      | Immeuble                                                           |
| Immeuble                                                           | 37 rue de la Harpe | 48° 51′ 07″ nord, 2° 20′ 40″ est | « PA00088451 » | Inscrit    | 1974      | Immeuble                                                           |
| Immeuble                                                           | 45 rue de la Harpe | 48° 51′ 06″ nord, 2° 20′ 39″ est | « PA00088452 » | Inscrit    | 1928      | Immeuble                                                           |
| Immeuble                                                           | 18 rue Laplace | 48° 50′ 51″ nord, 2° 20′ 50″ est | « PA00088454 » | Inscrit    | 1925      | Immeuble                                                           |
| Immeuble                                                           | 47 rue de la Montagne-Sainte-Geneviève | 48° 50′ 49″ nord, 2° 20′ 53″ est | « PA00088456 » | Inscrit    | 1964      | Immeuble                                                           |
| Immeuble                                                           | 51 rue de la Montagne-Sainte-Geneviève | 48° 50′ 48″ nord, 2° 20′ 53″ est | « PA00088457 » | Inscrit    | 1964 1984 | Immeuble                                                           |
| Immeuble (caves voûtées)                                           | 60 rue de la Montagne-Sainte-Geneviève 1 rue Laplace | 48° 50′ 50″ nord, 2° 20′ 53″ est | « PA00088458 » | Inscrit    | 1955      | Image manquante Téléverser                                         |
| Immeuble                                                           | 9 quai de Montebello | 48° 51′ 06″ nord, 2° 20′ 59″ est | « PA00088459 » | Inscrit    | 1984      | Immeuble                                                           |
| Immeuble                                                           | 122 rue Mouffetard | 48° 50′ 25″ nord, 2° 20′ 59″ est | « PA00088460 » | Inscrit    | 1928      | Immeuble                                                           |
| Immeuble                                                           | 134 rue Mouffetard | 48° 50′ 23″ nord, 2° 20′ 59″ est | « PA00088487 » | Inscrit    | 1990      | Immeuble                                                           |
| Immeuble                                                           | 29 rue de la Parcheminerie | 48° 51′ 06″ nord, 2° 20′ 40″ est | « PA00088461 » | Inscrit    | 1928      | Immeuble                                                           |
| Immeuble                                                           | 4 rue Royer-Collard | 48° 50′ 45″ nord, 2° 20′ 32″ est | « PA75050007 » | Inscrit    | 2005      | Immeuble                                                           |
| Immeuble                                                           | 9 rue Royer-Collard | 48° 50′ 44″ nord, 2° 20′ 31″ est | « PA00088462 » | Inscrit    | 1928      | Immeuble                                                           |
| Immeuble                                                           | 16 rue Saint-Étienne-du-Mont | 48° 50′ 48″ nord, 2° 20′ 53″ est | « PA00088463 » | Inscrit    | 1972      | Immeuble                                                           |
| Immeuble                                                           | 53 boulevard Saint-Germain | 48° 51′ 01″ nord, 2° 20′ 50″ est | « PA00088464 » | Inscrit    | 1972      | Immeuble                                                           |
| Immeuble                                                           | 271 rue Saint-Jacques | 48° 50′ 29″ nord, 2° 20′ 29″ est | « PA00088467 » | Inscrit    | 1974      | Immeuble                                                           |
| Immeuble                                                           | 273 rue Saint-Jacques | 48° 50′ 29″ nord, 2° 20′ 29″ est | « PA00088468 » | Inscrit    | 1968      | Immeuble                                                           |
| Immeuble                                                           | 275 rue Saint-Jacques | 48° 50′ 28″ nord, 2° 20′ 29″ est | « PA00088469 » | Inscrit    | 1968      | Immeuble                                                           |
| Immeuble                                                           | 277 rue Saint-Jacques | 48° 50′ 28″ nord, 2° 20′ 29″ est | « PA00088470 » | Classé     | 1932      | Immeuble                                                           |
| Immeuble                                                           | 284 rue Saint-Jacques | 48° 50′ 29″ nord, 2° 20′ 28″ est | « PA00088472 » | Inscrit    | 1925      | Immeuble                                                           |
| Immeuble                                                           | 14 rue Saint-Julien-le-Pauvre | 48° 51′ 08″ nord, 2° 20′ 48″ est | « PA00088473 » | Inscrit    | 1928      | Immeuble                                                           |
| Immeuble                                                           | 14 rue Saint-Victor | 48° 50′ 54″ nord, 2° 21′ 04″ est | « PA00088474 » | Inscrit    | 1949      | Immeuble                                                           |
| Immeuble Le Couteur                                                | 29 rue Jean-de-Beauvais 16 rue de Lanneau | 48° 50′ 55″ nord, 2° 20′ 47″ est | « PA75050005 » | Inscrit    | 2004      | Immeuble Le Couteur                                                |
| Imprimerie royale de musique                                       | 7 rue Valette | 48° 50′ 52″ nord, 2° 20′ 49″ est | « PA00088475 » | Inscrit    | 1987      | Imprimerie royale de musique                                       |
| Institut national des jeunes sourds                                | 252bis rue Saint-Jacques | 48° 50′ 36″ nord, 2° 20′ 29″ est | « PA00088476 » | Classé     | 1989 1990 | Institut national des jeunes sourds                                |
| Institut océanographique                                           | 195 rue Saint-Jacques 29 rue Gay-Lussac | 48° 50′ 40″ nord, 2° 20′ 32″ est | « PA75050006 » | Inscrit    | 2004      | Institut océanographique                                           |
| Jardin des plantes et Muséum national d'histoire naturelle         | rue Cuvier rue Geoffroy-Saint-Hilaire rue Buffon quai Saint-Bernard place Valhubert boulevard de l'Hôpital                                                        | 48° 50′ 35″ nord, 2° 21′ 34″ est | « PA00088482 » | Classé     | 1993      | Jardin des plantes et Muséum national d'histoire naturelle         |
| Lycée Henri-IV                                                     | 23 rue Clovis | 48° 50′ 46″ nord, 2° 20′ 51″ est | « PA00088391 » | Classé     | 1978 1998 | Lycée Henri-IV                                                     |
| Lycée Louis-le-Grand                                               | 123 rue Saint-Jacques | 48° 50′ 53″ nord, 2° 20′ 40″ est | « PA00088477 » | Inscrit    | 1926      | Lycée Louis-le-Grand                                               |
| Mairie du 5e arrondissement                                        | 13 place du Panthéon | 48° 50′ 46″ nord, 2° 20′ 40″ est | « PA00088478 » | Inscrit    | 1925      | Mairie du 5e arrondissement                                        |
| Maison de Jean Mariette                                            | 67 rue Saint-Jacques | 48° 51′ 00″ nord, 2° 20′ 43″ est | « PA00088465 » | Inscrit    | 1925      | Maison de Jean Mariette                                            |
| Maison du sculpteur Rude                                           | 17 rue Henri-Barbusse | 48° 50′ 32″ nord, 2° 20′ 22″ est | « PA00088486 » | Inscrit    | 1990      | Maison du sculpteur Rude                                           |
| Maison des trois porcelets                                         | 31 rue Galande | 48° 51′ 04″ nord, 2° 20′ 51″ est | « PA00088447 » | Inscrit    | 1965      | Maison des trois porcelets                                         |
| Panthéon                                                           | place du Panthéon | 48° 50′ 46″ nord, 2° 20′ 46″ est | « PA00088420 » | Classé     | 1920 2008 | Panthéon                                                           |
| Maison de la Mutualité                                             | 24 rue Saint-Victor 28 rue de Pontoise | 48° 50′ 56″ nord, 2° 21′ 02″ est | « PA75050009 » | Inscrit    | 2011      | Maison de la Mutualité                                             |
| Pavillon de l'ancien marché aux chevaux                            | 5 rue Geoffroy-Saint-Hilaire | 48° 50′ 20″ nord, 2° 21′ 24″ est | « PA00088483 » | Inscrit    | 1925      | Pavillon de l'ancien marché aux chevaux                            |
| Piscine Pontoise                                                   | 17 rue de Pontoise | 48° 50′ 57″ nord, 2° 21′ 06″ est | « PA75050001 » | Inscrit    | 1998      | Piscine Pontoise                                                   |
| Presbytère de l'église Saint-Étienne-du-Mont                       | 30 rue Descartes | 48° 50′ 47″ nord, 2° 20′ 56″ est | « PA00088484 » | Inscrit    | 1925      | Presbytère de l'église Saint-Étienne-du-Mont                       |
| Séminaire du Saint-Esprit                                          | 30 rue Lhomond | 48° 50′ 34″ nord, 2° 20′ 49″ est | « PA00088455 » | Inscrit    | 1928      | Séminaire du Saint-Esprit                                          |
| Sorbonne                                                           | 45-47 rue des Écoles 46-56 rue Saint-Jacques 5-17 rue de la Sorbonne 1 rue Victor-Cousin 12-14 rue Cujas                                                          | 48° 50′ 55″ nord, 2° 20′ 37″ est | « PA00088485 » | Classé     | 1887 1975 | Sorbonne                                                           |